# Expedition 41

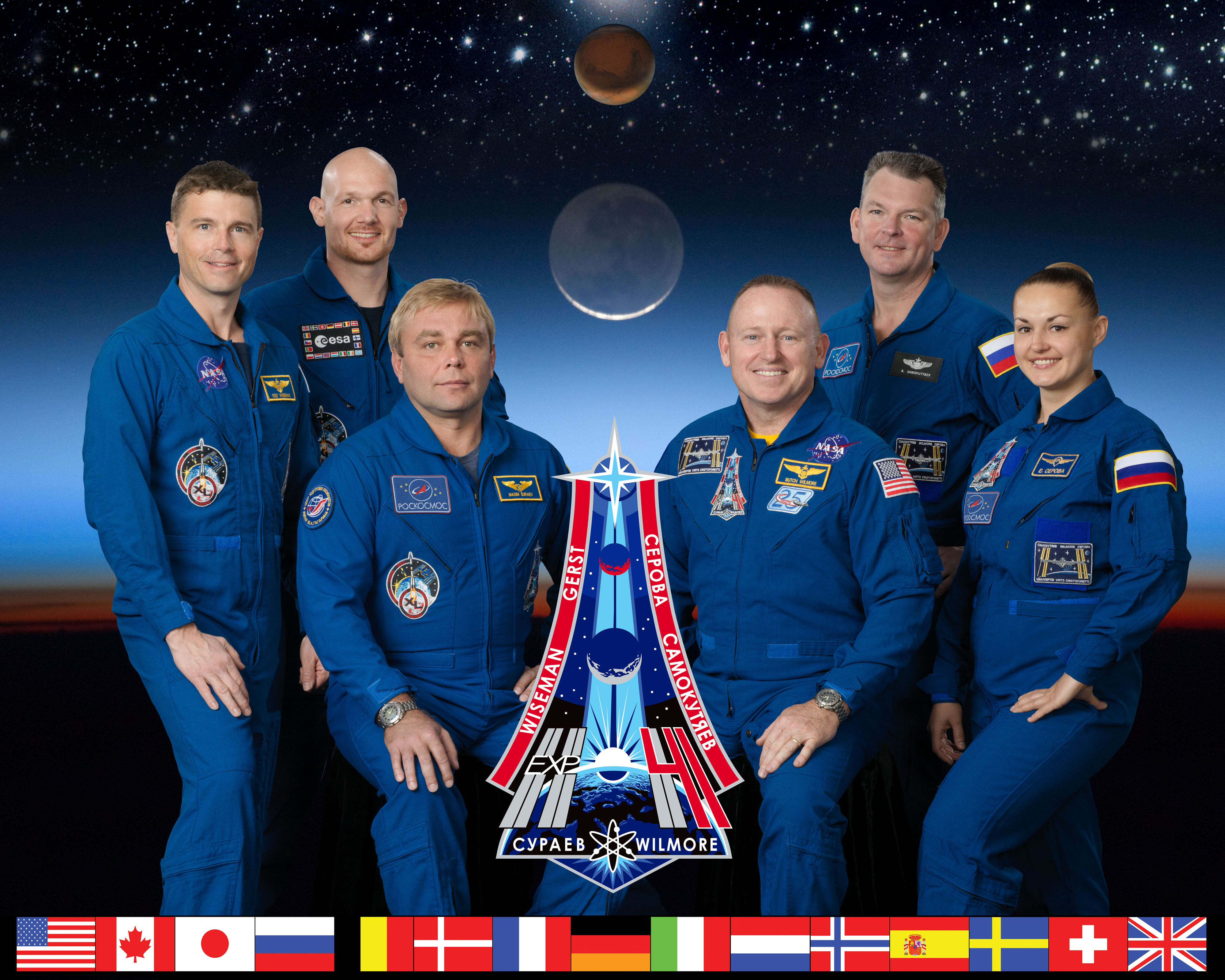
Expedition 41 besättning.

Expedition 41 var den 41:e expeditionen till Internationella rymdstationen (ISS). Expeditionen började den 10 september 2014 då delar av Expedition 40s besättning återvände till jorden med Sojuz TMA-12M.
Aleksandr M. Samokutjajev, Jelena Serova och Barry E. Wilmore anlände till stationen med Sojuz TMA-14M den 26 september 2014.
Expeditionen avslutades den 10 november 2014 då Maksim Surayev, Gregory R. Wiseman och Alexander Gerst återvände till jorden med Sojuz TMA-13M.

## Besättning
| Position       | Första delen (10 - 26 september 2014)         | Andra delen (26 september - 10 november 2014)      |
| -------------- | --------------------------------------------- | -------------------------------------------------- |
| Befälhavare    | Maksim Surayev, RSA Hans andra rymdfärd       | Maksim Surayev, RSA Hans andra rymdfärd            |
| Flygingenjör 1 | Gregory R. Wiseman, NASA Hans första rymdfärd | Gregory R. Wiseman, NASA Hans första rymdfärd      |
| Flygingenjör 2 | Alexander Gerst, ESA Hans första rymdfärd     | Alexander Gerst, ESA Hans första rymdfärd          |
| Flygingenjör 3 |                                               | Aleksandr M. Samokutjajev, RSA Hans andra rymdfärd |
| Flygingenjör 4 |                                               | Jelena Serova, RSA Hennes första rymdfärd          |
| Flygingenjör 5 |                                               | Barry E. Wilmore, NASA Hans andra rymdfärd         |